# Dwór Hiszpański w Sopocie
Dwór Hiszpański w Sopocie – zabytkowy dwór w Sopocie, najstarszy zachowany budynek tego miasta.
Powstał w XVII wieku. Pierwszym właścicielem był Jakub Kleefeld, syn burmistrza Gdańska. Na przestrzeni lat często zmieniał właścicieli. Należał m.in. do burmistrza Gdańska Hansa Rogge oraz rodów: Uphagenów, Giesebrechtów, Schumannów i Przebendowskich. Po spaleniu przez wojska rosyjskie w 1733 został odbudowany w latach czterdziestych XVIII wieku w obecnej formie. Pod zaborem pruskim w dworze mieściły się m.in. urząd rentowy, poczta i szkoła. Od 1903 pełni funkcje mieszkalne. W 1981 został wpisany do rejestru zabytków.